# Тужа-Вільча
Тужа-Вільча (пол. Turza Wilcza, нім. Wolfsried) — село в Польщі, у гміні Тлухово Ліпновського повіту Куявсько-Поморського воєводства.
Населення — 283 особи (2011).
У 1975-1998 роках село належало до Влоцлавського воєводства.

## Демографія
Демографічна структура станом на 31 березня 2011 року:
|          | Загалом | Допрацездатний вік | Працездатний вік | Постпрацездатний вік |
| -------- | ------- | ------------------ | ---------------- | -------------------- |
| Чоловіки | 143     | 43                 | 88               | 12                   |
| Жінки    | 140     | 37                 | 76               | 27                   |
| Разом    | 283     | 80                 | 164              | 39                   |